# Офросимов, Яков Михайлович
Яков Михайлович Офросимов (1866—1924) — генерал-лейтенант русской императорской армии из рода Офросимовых.

## Биография
Происходил из потомственных дворян Псковской губернии. Родился в Пскове 15 сентября 1866 года[по какому календарю?].
Закончил кадетский корпус. На военную службу поступил в 1884 году. В 1886 году закончил 1-е военное Павловское училище. Служил в звании подпоручика в 49-м Брестском пехотном полку. Позднее служил в лейб-гвардии Волынском полку. В 1890 году был возведён в звание поручика, в 1897 году — штабс-капитана, в 1900 году — капитана и в 1907 году — в звание подполковника. С 1913 года командовал 56-м Житомирском пехотным полком.
Принимал участие в Первой мировой войне. В феврале 1915 года был возведён в звание генерал-майора. В начале июля 1915 года принял командование 58-й Пехотной дивизией. После капитуляции Новогеоргиевской крепости находился в германском плену, после которого остался в Польше и потом перебрался в Латвию, где скончался 10 июня 1924 года.

## Награды
- Орден Святого Станислава II степени (1907);
- Орден Святой Анны II степени (1910);
- Орден Святого Владимира IV степени с мечами и бантами (1913);
- Орден Святого Владимира III степени (1914);
- Георгиевское оружие (1915)